# Rhynchosia ambacensis
Espèce
Synonymes
- Dolicholus ambacensis Hiern[1]
- Rhynchosia ambacensis subsp. ambacensis[1]

Rhynchosia ambacensis (Hiern) K.Schum. est une espèce de plantes à fleurs de la famille des Fabacées et du genre Rhynchosia, présente en Afrique tropicale.

## Description
Rhynchosia ambacensis est une herbe d’environ 45 cm de haut. Elle se développe dans les zones sèches, et en particulier après un feu.

## Liste des sous-espèces
Selon Catalogue of Life (9 décembre 2017) :
- Rhynchosia ambacensis subsp. ambacensis
- Rhynchosia ambacensis subsp. cameroonensis Verdc.
- Rhynchosia ambacensis subsp. chellensis

## Distribution
La sous-espèce Rhynchosia ambacensis subsp. cameroonensis Verdc., relativement rare, est endémique du Cameroun, où elle a été observée dans deux régions (Nord et Extrême-Nord).